# Latvijas Universitātes stadions

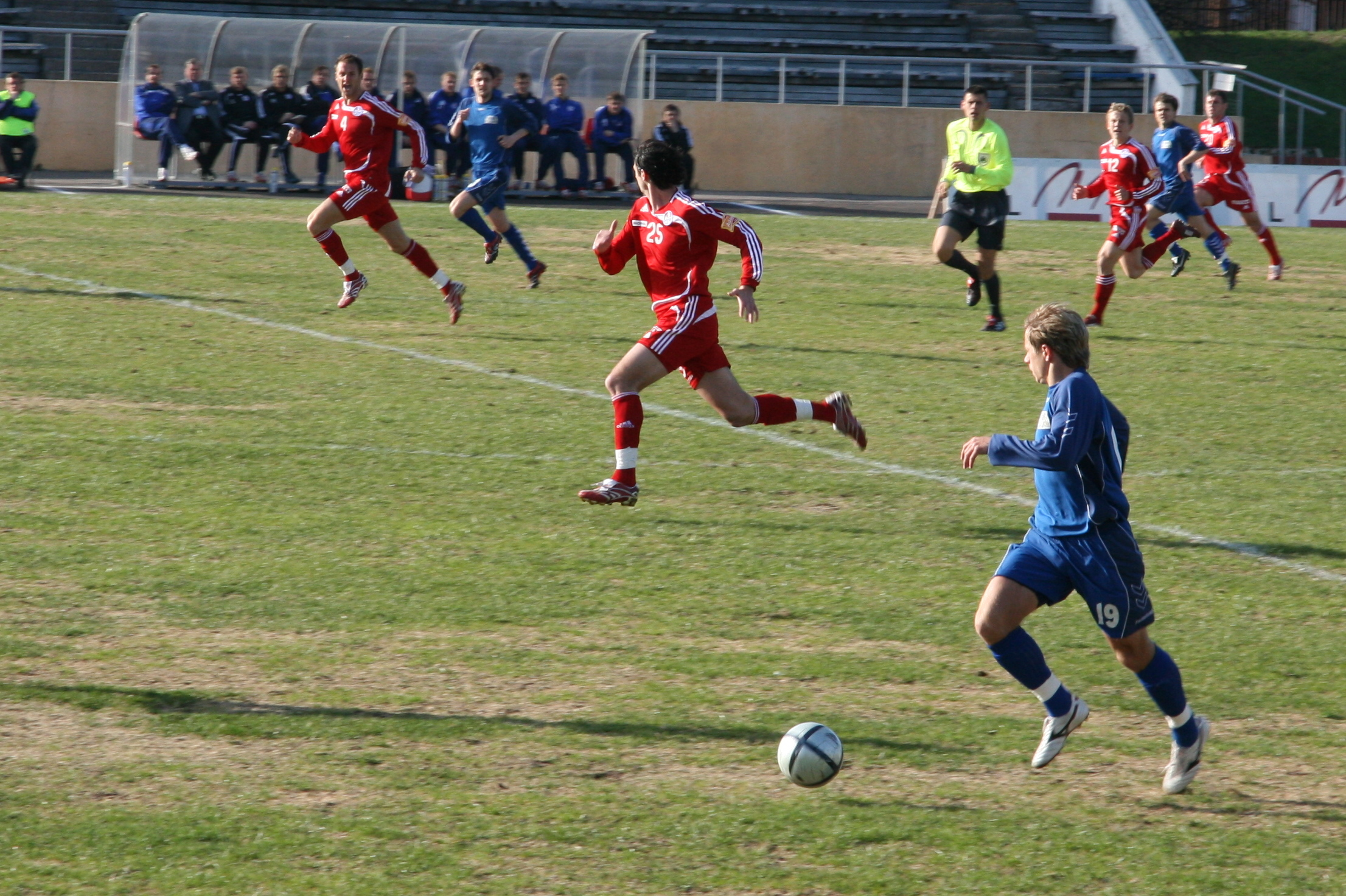
Fotbalisté FK v derby proti Skontu na Latvijas Universitates stadions

Latvijas Universitātes stadions je multifunkční stadion v Rize. Stadion má 5 tisíc míst k sezení a je domovským stánkem fotbalistů FK Rīga. Mimo fotbalistů jej využívají také například ragbisté.